# Parásitos (película)
Parásitos (en hangul, 기생충; romanización revisada, Gisaengchung) es una película surcoreana de drama, suspenso y humor negro del año 2019, dirigida por Bong Joon-ho y protagonizada por Song Kang-ho, Lee Sun-kyun, Cho Yeo-jeong, Choi Woo-shik y Park So-dam.
La película se estrenó el 21 de mayo de 2019 en el Festival de Cannes, donde se convirtió en la primera película de Corea del Sur que obtuvo la Palma de Oro y la primera en hacerlo con el voto unánime del jurado desde 2013, cuando ganó La vida de Adèle. Fue estrenada en Corea del Sur por CJ Entertainment el 30 de mayo de 2019, y en el resto del mundo entre finales de 2019 y principios de 2020. Recibió elogios de la crítica y, en general, fue considerada la mejor película del año por los críticos. Recaudó 128 millones de dólares en todo el mundo, convirtiéndose en el estreno de mayor recaudación y la decimonovena película de mayor recaudación en Corea del Sur
Ganadora de cuatro premios Óscar, fue seleccionada para representar a Corea del Sur en la 92.ª edición, logrando inicialmente seis nominaciones, entre ellas «mejor película» y «mejor película internacional», siendo la sexta película en lograr una nominación simultánea en ambas categorías, después de Roma en 2018. Se convirtió en la primera película de habla no inglesa en ganar el premio Óscar a mejor película, y también la primera en ganar de manera simultánea ambas categorías. En la  77.ª edición de los Premios Globo de Oro, ganó el premio a la «mejor película en lengua no inglesa». Recibió cuatro nominaciones en la  73.ª edición de los Premios BAFTA, ganando el premio a la «mejor película de habla no inglesa» y «mejor guion original». También se convirtió en la primera película en idioma no inglés que ganó el premio del sindicato de actores al «mejor reparto» en una película.

## Argumento
La familia Kim, compuesta por el padre Kim Ki-taek, la madre Chung-sook, el hijo Ki-woo y la hija Ki-jung, viven en un pequeño apartamento en un semisótano, en un barrio pobre del centro de la ciudad. Trabajan en empleos temporales mal remunerados y luchan para llegar a fin de mes, en unas condiciones bastante degradantes y miserables.
Un día, el amigo de Ki-woo, un estudiante de universidad llamado Min-hyuk, que se está preparando para estudiar en el extranjero, llega con un regalo misterioso para la familia, que trae en una gran caja. Todos quedan expectantes ante la caja misteriosa, que consiste en una piedra de erudito (Gongshi), favorecedora de riquezas. Min-hyuk le propone a Ki-woo hacerse pasar por estudiante universitario para obtener su trabajo como tutor de inglés de la hija adolescente de la rica familia Park, Da-hye.
Ki-woo se encarga de falsificar un título universitario gracias a la ayuda de su hermana, quien es una maestra en el arte de la falsificación, aunque le explica a sus padres que no influye en nada, aún planea ir a la Universidad, solo que ha obtenido el título un poco antes de lo previsto, pero con tal de ayudar a su familia es capaz de lo que sea y su padre dice sentirse orgulloso de él.
Una vez que Ki-woo es contratado, el resto de los Kim se hacen pasar sucesivamente por trabajadores sofisticados y calificados, no relacionados entre sí, y se integran en la vida de los Park: Ki-woo comienza una relación romántica con Da-hye, la hija de la familia; Ki-jeong se hace pasar por una terapeuta de arte y es contratada para enseñar al hijo menor, Da-song,  con el que terminan de convencer a la señora Park, mediante frases y expresiones psicológicas que Ki-jeong aprendió en internet. Aun así menciona que Da-Song tiene tendencias esquizofrénicas, por algún trauma pasado que lo dedujo por los patrones de dibujo, impresionando a la madre.
Ki-jeong incrimina al chofer del señor Park de tener sexo en el coche con alguna otra persona, dejando en él su ropa interior. Los Park suponen que la chica con la que el chofer tuvo intimidad en el coche podría estar drogada si olvidó su ropa interior, poniendo en peligro la seguridad y prestigio de su familia, despidiendo al joven chofer. Ki-taek es contratado como el nuevo chofer de la rica familia. Finalmente, Chung-sook es contratada para reemplazar a la actual ama de llaves, Moon-gwang, después de que los Kim aprovechen la alergia a los melocotones de ésta para convencer con éxito a la señora Park de que ella tiene tuberculosis y puede contagiar a la familia.
Cuando los Park se van de campamento por el cumpleaños de Da-Song, a un lugar turístico en el campo, los Kim ocupan la mansión, deleitándose con sus lujos ya que Ki-jeong decide tomar una larga ducha con TV, Ki-woo se dedica a leer el diario de Da-hye para "entenderla" mejor, piensa ahora en poder enamorarla, mientras Ki-taek y Chung-sook descansan como nunca lo habían hecho en la sala. Esa noche, Moon-gwang regresa, alegando que dejó algo en el sótano pero en el monitor de la entrada se nota su ojo derecho hinchado, aunque se desconocen los motivos. Ella abre un búnker secreto en el sótano alegando que casi todas las casas en barrios lujosos tienen, es un refugio anti-bombas en caso de algún desastre natural o que Corea del Norte ataque por sorpresa a Corea del sur, pero no todos los dueños saben de su existencia, revelando que su marido, Geun-sae, ha vivido en el refugio durante años para esconderse de los usureros, a los que tuvo que recurrir de emergencia, en vista de que sus deudas aumentaban día tras día.
Mientras le ruega a Chung-sook que guarde su secreto, ofreciéndole una pequeña suma de dinero a cambio de su silencio, los Kims, que escuchan a escondidas, tropiezan accidentalmente en la escalera, quedando así a la vista. Moon-gwang se da cuenta de que son una familia, que vive en la casa y se aprovechan de los dueños, y amenaza con exponer su estafa, enviando un video al celular de la señora Park, lo que lleva a una situación peligrosa y muy tensa de "toma de rehenes" argumentando que el botón de "ENVIAR" en el celular es como detonar una bomba y si ella lo hace, todo el plan y vida de los Kim se verá arruinada si los Park ven ese video. Están de rodillas en el piso con los brazos levantados y diciendo sus nombres, mientras ella los filma para estar segura con su teléfono celular y les advierte de que estarán en la cárcel por muchos años, pero cuando Moon-gwang y Geun-Sae se desconcentran de sus "rehenes", los Kim entablan una pelea para liberarse y así eliminar los videos grabados en el teléfono celular, cualquier prueba de que los 4 son familia, los atrapan y encierran en el refugio de la casa.
Los Park de repente llaman, informando a Chung-sook que las fuertes lluvias han arruinado el viaje en el campo y que llegarán a casa en unos minutos, también haciéndole saber a Chung-sook que prepare un poco de chapaguri (carne mezclada con fideos) así que los Kim golpean a Geun-sae y Moon-gwang para entrar en el búnker, cuando desesperadamente intentan limpiar la casa de su presencia y todo rastro; pero Moon-gwang logra escapar de Ki-taek y cuando está por llegar a la puerta del sótano Chung-sook, la patea y rueda por las escaleras, sufriendo así una lesión fatal en la cabeza.
Cuando la Sra. Park se sienta a cenar, le cuenta a Chung-sook que su hijo estaba traumatizado años antes por un incidente en su cumpleaños, tiempo atrás planearon la fiesta de Da-song en su propia casa, compraron un delicioso pastel de cumpleaños con la mejor crema batida obtenida, pero esa misma noche Da-song bajó a la cocina por más de pastel y vio emerger un "fantasma" del sótano: Geun-sae. Por eso comenzó a gritar y a dar los signos de convulsiones: los ojos se fueron para atrás, mostró fuertes movimientos y echó espuma por la boca. La señora Park comentó, debe llevar a un niño convulsionando al hospital en menos de 15 minutos, no lo lograrán salvar, por esto cada año celebran el cumpleaños de Da-song en algún lugar fuera de casa para evitar otro incidente similar.
Con los otros Kim escondidos bajo la mesa, repentinamente Da-song decide acampar en el patio de su casa con su Tipi Indio, por lo que sus padres deciden dormir en el sillón para vigilarlo; el señor Park se queja con su esposa de que, si bien Ki-taek es un conductor competente, huele mal, haciendo que su automóvil se inunde de un hedor indescriptible, y compara su olor con el del servicio de transporte público del metro. También dice, en forma despectiva, que los pobres usan el autobús o el tren subterráneo y tienen un olor "especial", después ambos empiezan a tener relaciones sexuales. Cuando los Park se duermen, tres de los Kim escapan de la mansión bajo una lluvia torrencial sin ser detectados, aunque cuando llegan a su barrio pobre encuentran su semisótano inundado por las aguas residuales impulsadas por la lluvia de esa noche.
Durante la acampada de Da-song en el patio, el niño nota el mensaje de ayuda dado en código morse por Geun-sae desde el búnker; mientras, los Kim pasan la noche en un gimnasio local, junto con cientos de personas damnificadas por la lluvia. Aquí es cuando Ki-taek le explica a Ki-woo su nueva teoría, el único plan que nunca falla es no tener ningún plan en absoluto, porque si es así, son solo cosas que pasan: por ello es mejor no pensar en un plan para evitar que falle.
Al día siguiente, la Sra. Park organiza una fiesta de cumpleaños improvisada para Da-song y pide al personal asistir para celebrar en el jardín. Ki-woo regresa al búnker con la piedra del erudito, pero es emboscado por Geun-sae, quien primero lo sujeta del cuello con un cable y cuando logra liberarse, lo esquiva y sale corriendo; pero Geun-sae lo vuelve a atrapar y lo golpea en la cabeza con la roca, dejándolo en el suelo en un charco de sangre, para luego volver a golpearlo; posteriormente, escapa del sótano y se apresura a llegar a la fiesta, terriblemente abrumado, apuñalando a Ki-jeong y matándola, por tratar mal a su mujer, para luego gritar el nombre de Chung-sook.
La repentina aparición de Geun-sae desencadena la reacción traumática de Da-song, causándole convulsiones. Cuando Ki-taek se apresura a ayudar a su hija Ki-jeong, perturbado por todo lo sucedido, el Sr. Park le ordena a gritos que lleve a Da-song al hospital. Ki-taek le arroja las llaves del coche, que son detenidas por la lucha de Chung-sook y Geun-sae en el jardín. Chung-sook logra matar a Geun-sae con un pincho de carne. Cuando el Sr. Park recupera las llaves, gesticula con desagrado por el olor de Geun-sae. Ki-taek, al presenciar la reacción del Sr. Park al olor, se siente ofendido, lo apuñala fatalmente antes de huir de la escena.
Semanas después, Ki-woo se despierta de un coma y es sentenciado, junto con Chung-sook, a libertad condicional por fraude, y no lo pueden juzgar por aparentar estar loco; Ki-jeong ha muerto de su herida. Se desconocen los motivos de Geun-sae y el paradero de Ki-taek, quien es buscado por el asesinato del Sr. Park. Mientras observa la mansión, vendida recientemente a una familia alemana, migrantes recién llegados a Corea del Sur, Ki-woo nota un ligero parpadeo de una lámpara en código Morse: un mensaje de SKATS de Ki-taek, que ahora vive en el búnker, oculto para todos, aunque atormentado por haber asesinado al Sr. Park.
Ki-woo redacta una carta a su padre, diciendo que ha hecho un nuevo plan, consiste en hacer todo lo que quiso de su vida: ir a la Universidad, estudiar una carrera y contraer matrimonio, pero promete hacer lo que sea, para ganar suficiente dinero, para que lo primero en hacer sea comprar la casa, para que un día, Chung-sook y Ki-woo vayan al jardín, por lo único que deberá hacer su padre Ki-taek es subir las escaleras, será el momento en que finalmente sea libre de nuevo, pero hasta entonces, ambos no pueden hacer más que esperar hasta ese preciado día.

## Elenco
- Song Kang-ho como Ki-taek, padre de Ki-woo y Ki-jung.
- Lee Sun-kyun como Sr. Park (Park Dong-ik), el esposo de Yeon-kyo.
- Cho Yeo-jeong como Choe Yeon-kyo, esposa del señor Park.
- Jang Hye-jin como Kim Chung-sook, madre de Ki-Woo
- Choi Woo-shik como Ki-woo, hijo de Ki-taek.
- Park So-dam como Ki-jung, hija de Ki-taek.
- Lee Jung-eun como Moon-gwang, el ama de llaves de la familia Park.
- Jang Hye-jin como Chung-sook, la esposa de Ki-taek.
- Park Myung-hoon como Oh Geun-sae, esposo del ama de llaves.[14]
- Jung Ji-so como Da-hye, la hija mayor de la familia Park.
- Jung Hyun-joon como Da-song, hijo menor de la familia Park.
- Park Keun-ok como Yoon.
- Jung Yi-seo como la propietaria de la pizzeria.[15]
- Park Seo-joon como Min, amigo de Ki-woo y extutor de la familia Park (aparición especial).[16]

## Producción

### Guion
La idea de Parásitos se originó en 2013. Mientras trabajaba en Snowpiercer, Bong fue alentado por un amigo actor de teatro para escribir una obra. Había sido tutor para el hijo de una familia acomodada en Seúl cuando tenía poco más de veinte años, y consideró convertir su experiencia en una producción teatral. Después de completar Snowpiercer, Bong escribió un tratamiento cinematográfico de quince páginas para la primera mitad de Parásitos, que su asistente de producción en Snowpiercer, Han Jin-won, convirtió en tres borradores diferentes del guion. Bong regresó al proyecto y terminó el guion. Han recibió crédito como coguionista.
Bong ha reconocido que la película fue influenciada por la película coreana La criada de 1960, en la que la estabilidad de una familia de clase media se ve amenazada por la llegada de un intruso disruptivo en forma de ayuda doméstica. El incidente de Christine y Léa Papin, dos empleadas domésticas que asesinaron a sus empleadores en la Francia de 1930, también sirvió como fuente de inspiración para Bong.
El título de la película Parásitos fue seleccionado por Bong, ya que tenía un doble significado, que tuvo que convencer al grupo de comercialización de la película para que lo utilizara. Bong dijo: «Debido a que la historia trata sobre una familia pobre que se infiltra en una casa rica, parece muy obvio que Parásitos se refiriera a la familia pobre, y creo que es por eso que el equipo de marketing dudaba un poco. Pero, si lo miras por otro lado, se puede decir que la familia rica también es parásita en términos de trabajo. Ni siquiera pueden lavar los platos ni conducir por sí mismos, con lo que eliminarían el trabajo de la familia pobre. Así que ambos son parásitos».

### Rodaje
El rodaje de la película comenzó el 18 de mayo de 2018 y finalizó 77 días después, el 19 de septiembre de 2018. La casa de la familia Park, que según la película fue diseñada por un arquitecto ficticio llamado Namgoong Hyeonja, era un conjunto completamente nuevo. El diseñador de producción Lee Ha-jun dijo que el sol era un factor importante en la construcción del conjunto al aire libre.

## Estreno
La película tuvo su estreno mundial en el Festival de Cine de Cannes 2019, el 21 de mayo. Posteriormente, se estrenó en Corea del Sur el 30 de mayo de 2019. También fue presentada en el Festival Internacional de Cine Mar del Plata (Argentina) en noviembre de 2019.
La distribuidora Neon adquirió los derechos estadounidenses de la película en el American Film Market (AFM) 2018. Los derechos de la película también fueron prevendidos a territorios de habla alemana (Koch Films), territorios de habla francesa (The Jokers Films) y a Japón (Bitters End).
| Fechas de estreno (Fuente: IMDb) |                                                                      |                |                                                                            |
| País                             | Fecha de estreno                                                     | País           | Fecha de estreno                                                           |
| Francia                          | 21 de mayo de 2019 en el Festival de Cannes                          | Grecia         | 18 de septiembre de 2019 en el Festival Internacional de Cine de Atenas    |
| Corea del Sur                    | 30 de mayo de 2019                                                   | España         | 22 de septiembre de 2019 en Festival de San Sebastián                      |
| Australia                        | 15 de junio de 2019 en el Festival de Sídney                         | Noruega        | 28 de septiembre de 2019 en Festival de Bergen                             |
| Italia                           | 25 de junio de 2019 en Anteo Palazzo del Cinema, Milán               | México         | 20 de octubre de 2019 en Festival Internacional de Cine de Morelia         |
| República Checa                  | 28 de junio de 2019 en Karlovy Vary International Film Festival      | Argentina      | 10 de noviembre de 2019 en Festival Internacional de Cine de Mar del Plata |
| Alemania                         | 30 de junio de 2019 en Festival de Múnich                            | Japón          | 27 de diciembre de 2019 limitado                                           |
| Ucrania                          | 18 de julio de 2019 en Festival de Odesa                             | Colombia       | 9 de enero de 2020 limitado                                                |
| Israel                           | 25 de julio de 2019 en Festival de Jerusalén                         | Taiwán         | 10 de enero de 2020 nuevo estreno                                          |
| Polonia                          | 27 de julio de 2019 en New Horizons Film Festival                    | Indonesia      | 16 de enero de 2020 nuevo estreno                                          |
| Líbano                           | 16 de enero de 2020 limitado                                         | Arabia Saudita | 16 de enero de 2020                                                        |
| Bosnia y Herzegovina             | 19 de agosto de 2019 en Festival de Cine de Sarajevo                 | Finlandia      | 31 de enero de 2020                                                        |
| Estados Unidos                   | 30 de agosto de 2019 en Festival de Cine de Telluride                | India          | 31 de enero de 2020                                                        |
| Canadá                           | 6 de septiembre de 2019 en Festival Internacional de Cine de Toronto | Chile          | 6 de febrero de 2020                                                       |
| Bélgica                          | 7 de septiembre de 2019 en Festival de cine de Oostende              | Perú           | 6 de febrero de 2020                                                       |
| Eslovaquia                       | 14 de septiembre de 2019 en Festival Internacional de Cine Cinematik | Singapur       | 10 de febrero de 2020 limitado                                             |

## Recepción

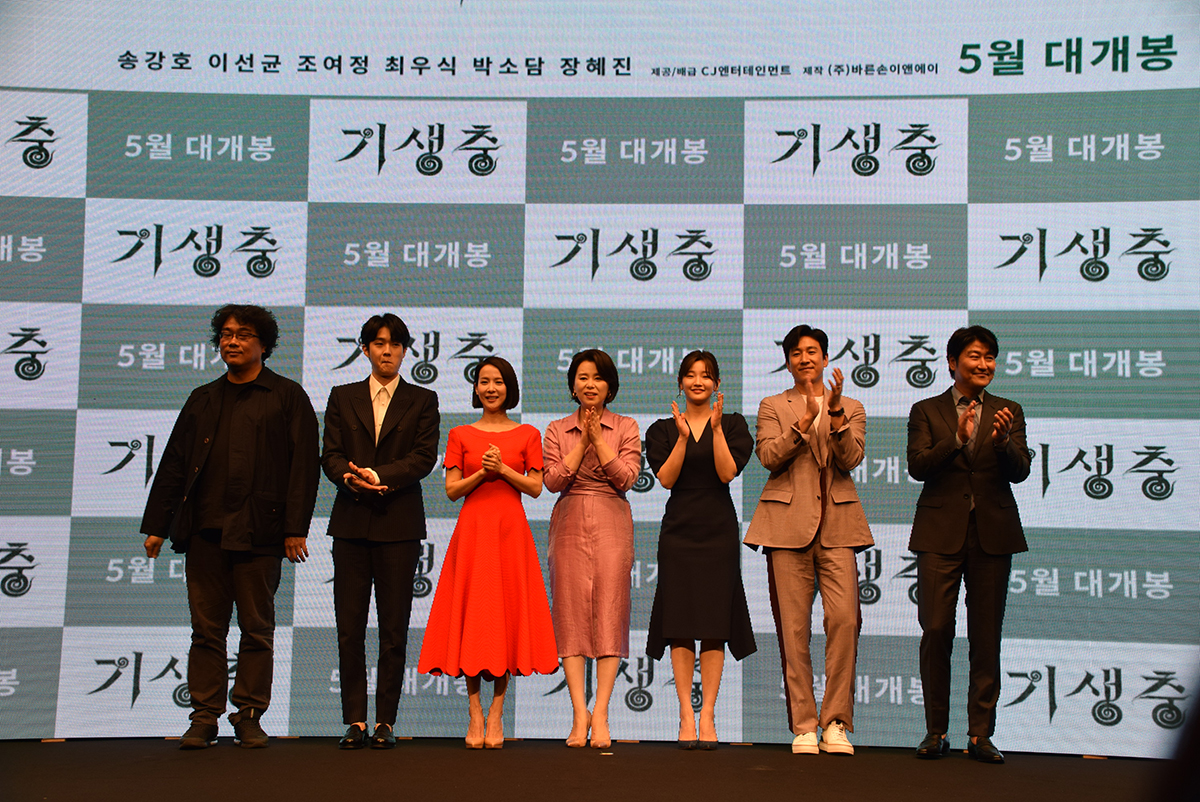
El director y los protagonistas de la cinta en un evento de prensa.

### Taquilla
A partir del 3 de enero de 2020, Parásitos ha recaudado $ 23 millones en los Estados Unidos y Canadá, y 105,8 de dólares millones en otros territorios (incluidos 73 millones de Corea del Sur), para un total mundial de 128,9 millones de dólares.
En el fin de semana de estreno de la película en Estados Unidos, la película recaudó 376 264 de dólares de tres salas. Su promedio por lugar de 125 421 de dólares fue el mejor desde La La Land's en 2016, y el mejor de la historia para una película en lengua extranjera.
La película recaudó 20,7 millones de dólares en su primer fin de semana en Corea del Sur.
El 5 de febrero, Parásitos se convirtió en la primera película coreana en casi 15 años que superó el millón de espectadores en Japón. En el Reino Unido, rompió el récord para el primer fin de semana de una película en un idioma que no es inglés, con un rendimiento de 1,4 millones de libras (1,8 millones de dólares) incluyendo avances durante su fin de semana de debut, desde 135 pantallas.

### Crítica
El agregador de reseñas Rotten Tomatoes ofrece un aprobado del 99 % basado en 350 críticas, con una nota media de 9,4/10. El consenso crítico de esta web dice: «Una mirada urgente y brillante a los temas sociales oportunos, Parásitos confirma que su escritor y director Bong Joon-ho está en un dominio casi total de su oficio». El sitio web Metacritic comunicó una puntuación de 96 de 100 con base en 47 críticas, lo que refleja «aclamación universal».
El columnista A. O. Scott de The New York Times describió la película como "tremendamente entretenida, el tipo de película inteligente, generosa y con energía estética que borra las distinciones cansadas entre las películas de arte y las películas de palomitas de maíz". Jessica Kiang de Variety describió la película como 'un salvaje, paseo salvaje', escribiendo que "Bong está de vuelta y en forma brillante y se registra porque el objetivo está tan digno, por lo enorme, así que 2019: Parásitos es como la sangre amarga de la ira de la clase".
Parásitos también ocupó el primer lugar en una encuesta realizada por IndieWire a más de 300 críticos, en las categorías Mejor película, Mejor director, Mejor guion y Mejor película extranjera. Apareció en más de 240 listas de los diez primeros críticos de fin de año, incluidas 77 que clasificaron la película en primer lugar. En Metacritic, Parásitos fue calificado como la mejor película de 2019 y ocupó el séptimo lugar entre las películas con las puntuaciones más altas de la década. A partir del 28 de diciembre de 2019, es la película número 40 mejor calificada de todos los tiempos en este portal.

### Top 10 en listas
| - 1.ª – Angie Han, Mashable - 1.ª – Barry Hertz, The Globe and Mail - 1.ª – Candice Frederick, Harper's Bazaar - 1.ª – Guy Lodge, The Guardian - 1.ª – IGN - 1.ª – Karen Han, Polygon - 1.ª – Katie Rife, The A.V. Club - 1.ª – Keith Watson, Slant Magazine - 1.ª – Leah Greenblatt, Entertainment Weekly - 1.ª – Matthew Jacobs, Huffington Post - 1.ª – Michael Phillips, Chicago Tribune - 1.ª – Noel Murray, The A.V. Club - 1.ª – Richard Lawson, Vanity Fair - 1.ª – Sara Stewart, New York Post - 1.ª – Sydney Morning Herald - 1.ª – Tasha Robinson, Polygon - 1.ª – WatchMojo - 2.ª – Bob Strauss, Los Angeles Daily News - 2.ª – David Rooney The Hollywood Reporter - 2.ª – Sight & Sound - 3.ª – A. O. Scott, The New York Times - 3.ª – Amy Taubin, Artforum | - 3.ª – Consequence of Sound - 3.ª – David Sims, The Atlantic - 3.ª – Good Morning America - 3.ª – Manohla Dargis, The New York Times - 3.ª – Peter Travers, Rolling Stone - 3.ª – Ty Burr, Boston Globe - 3.ª – Yahoo! Entertainment - 4.ª – Jake Coyle, Associated Press - 4.ª – Johnny Oleksinski, New York Post - 4.ª – Matt Patches, Polygon - 5.ª – Derek Smith, Slant Magazine - 5.ª – Justin Kroll, Variety - 6.ª – Scott Feinberg, The Hollywood Reporter - 6.ª – Caroline Siede, The A.V. Club - 6.ª – Eli Glasner, CBC - 6.ª – Jon Frosch. The Hollywood Reporter - 6.ª – Stephanie Zacharek, Time - 6.ª – Kyle Smith, National Review - 8.ª – Lindsey Bahr, Associated Press - 9.ª – Brian Truitt, USA Today - 9.ª – Peter Rainer, The Christian Science Monitor - 9.ª – Richard Roeper, Chicago Sun-Times |

## Premios
Parásitos ganó la Palma de Oro en el Festival de Cine de Cannes de 2019. Fue la primera película de Corea del Sur en hacerlo, así como la primera película en ganar con un voto unánime desde que ganó La vida de Adèle en la edición del Festival en 2013. En la 77a edición de los Premios Globo de oro, la película fue nominada para tres premios, incluyendo Mejor director y Mejor guion, y ganó la Mejor película extranjera, convirtiéndose en la primera película coreana en lograr esa hazaña.
En los Premios Óscar, solo 11 películas en la historia han sido nominados como mejor película sin estar en idioma inglés. Solo seis han estado nominados a la vez como Mejor película internacional. Ninguno había logrado el premio principal. Parásitos dio ese paso, se convirtió en la primera película de habla no inglesa en ganar la categoría principal en los 92 años de historia de la Academia. Algo que le faltó en la edición de 2018 a Roma, de Alfonso Cuarón, cuando el público se quedó con la sensación de que la mejor película del año no había sido premiada.
Parásitos se impuso, además, en un año en el que Quentin Tarantino presentaba Érase una vez en… Hollywood, Martin Scorsese con El irlandés,  Joker de Todd Phillips, y Sam Mendes dirigiendo 1917.
Hace cinco años, la Academia de Cine de Hollywood se propuso hacer su cuerpo de votantes más internacional. Desde entonces, han entrado alrededor de 1500 nuevos miembros que no son estadounidenses. “Cuidado con eso”, decía Antonio Banderas a la prensa un día antes de la ceremonia. “Las votaciones empiezan a abrirse de una manera increíble”. Banderas destacaba la cantidad de películas internacionales que se habían colado en las nominaciones. “Se están expandiendo porque quieren convertir los Óscar en unos premios mundiales. Eso está pasando a mayor velocidad de lo que la gente se cree”. Solamente 24 horas después se materializaba la advertencia de Banderas sobre el escenario de los Óscar. Para explicar este fenómeno, el propio Bong aseguró en la rueda de prensa posterior a la gala que “el streaming y las redes han acostumbrado al público a ver contenido en otros idiomas”.
Parásitos es la primera película hecha en Corea del Sur en ser nominada para el premio a la Mejor película de los Óscar, y la segunda película de Asia Oriental en recibir una nominación a la Mejor Película después de El tigre y el dragón del año 2000.
Es la primera película coreana en recibir nominaciones en los British Academy Film Awards (excepto Mejor película no en inglés). Luego ganó los premios a la mejor película no en inglés y al mejor guion original.
| Premio                                              | Fecha de la ceremonia   | Categoría                                      | Destinatario (s) y nominado (s) | Resultado |
| --------------------------------------------------- | ----------------------- | ---------------------------------------------- | ------------------------------- | --------- |
| Festival de Cine de Cannes                          | 14-25 de mayo de 2019   | Palma de Oro                                   | Bong Joon-ho                    | Ganador   |
| Festival de Cine de Sídney                          | 5-16 de junio de 2019   | Mejor película                                 | Parásitos                       | Ganador   |
| Golden Globes                                       | 5 de enero de 2020      | Mejor película extranjera                      | Parásitos                       | Ganador   |
| Golden Globes                                       | 5 de enero de 2020      | Mejor director                                 | Bong Joon-ho                    | Nominado  |
| Golden Globes                                       | 5 de enero de 2020      | Mejor guion original                           | Parásitos                       | Nominado  |
| Premios de la Crítica Cinematográfica               | 12 de enero de 2020     | Mejor película                                 | Parásitos                       | Nominado  |
| Premios de la Crítica Cinematográfica               | 12 de enero de 2020     | Mejor director                                 | Bong Joon-ho                    | Ganador   |
| Premios de la Crítica Cinematográfica               | 12 de enero de 2020     | Mejor diseño de producción                     | Lee Ha-jun                      | Nominado  |
| Premios de la Crítica Cinematográfica               | 12 de enero de 2020     | Mejor edición                                  | Yang Jin-mo                     | Nominado  |
| Premios de la Crítica Cinematográfica               | 12 de enero de 2020     | Mejor elenco                                   | Parásitos                       | Nominado  |
| Premios de la Crítica Cinematográfica               | 12 de enero de 2020     | Mejor película extranjera                      | Parásitos                       | Ganador   |
| Premios de la Crítica Cinematográfica               | 12 de enero de 2020     | Mejor guion original                           | Parásitos                       | Nominado  |
| Premios Óscar                                       | 9 de febrero de 2020    | Mejor película                                 | Kwak sin-ae y Bong Joon-ho      | Ganador   |
| Premios Óscar                                       | 9 de febrero de 2020    | Mejor director                                 | Bong Joon-ho                    | Ganador   |
| Premios Óscar                                       | 9 de febrero de 2020    | Mejor guion original                           | Bong Joon-ho y Jin Won Han      | Ganador   |
| Premios Óscar                                       | 9 de febrero de 2020    | Mejor película internacional                   | Bong Joon-ho                    | Ganador   |
| Premios Óscar                                       | 9 de febrero de 2020    | Mejor montaje                                  | Yang Jin-mo                     | Nominado  |
| Premios Óscar                                       | 9 de febrero de 2020    | Mejor diseño de producción                     | Lee Ha-jun y Cho Won-woo        | Nominado  |
| Writers Guild of America                            | 1 de febrero de 2020    | Mejor guion original                           | Parásitos                       | Ganador   |
| Festival Internacional de Cine de Palm Springs      | 13 de enero de 2020     | Premio FIPRESCI al Mejor Guion Internacional   | Bong Joon-ho, Han Jin-won       | Ganadores |
| Hollywood Film Award                                | 3 de noviembre de 2019  | Premio al cineasta de Hollywood                | Bong Joon-ho                    | Ganador   |
| National Board of Review                            | 3 de diciembre de 2019  | Mejor película de habla no inglesa             | Parásitos                       | Ganador   |
| Premios BAFTA                                       | 2 de febrero de 2020    | Mejor película                                 | Parásitos                       | Nominada  |
| Premios BAFTA                                       | 2 de febrero de 2020    | Mejor película de habla no inglesa             | Parásitos                       | Ganadora  |
| Premios BAFTA                                       | 2 de febrero de 2020    | Mejor director                                 | Bong Joon-ho                    | Nominado  |
| Premios BAFTA                                       | 2 de febrero de 2020    | Mejor guion original                           | Bong Joon-ho y Jin Won Han      | Ganadores |
| Premios César                                       | 28 de febrero de 2020   | Mejor película extranjera                      | Parásitos                       | Ganadora  |
| Premios Guldbagge                                   | 14 de enero de 2020     | Mejor película extranjera                      | Parásitos                       | Ganadora  |
| New York Film Critics Circle Awards                 | 7 de enero de 2020      | Mejor película extranjera                      | Parásitos                       | Ganadora  |
| Premios del Sindicato de Actores                    | 19 de enero de 2020     | Mejor reparto                                  | Parásitos                       | Ganadores |
| Sociedad de críticos de cine de Seattle             | 16 de diciembre de 2019 | Mejor película                                 | Parásitos                       | Ganadora  |
| Sociedad de críticos de cine de Seattle             | 16 de diciembre de 2019 | Mejor director                                 | Bong Joon-ho                    | Ganador   |
| Sociedad de críticos de cine de Seattle             | 16 de diciembre de 2019 | Mejor película de habla no inglesa             | Parásitos                       | Ganadora  |
| Sociedad de críticos de cine de Seattle             | 16 de diciembre de 2019 | Mejor actor de reparto                         | Song Kang-ho                    | Nominado  |
| Sociedad de críticos de cine de Seattle             | 16 de diciembre de 2019 | Mejor edición                                  | Yang Jin-mo                     | Nominado  |
| Sociedad de críticos de cine de Seattle             | 16 de diciembre de 2019 | Mejor fotografía                               | Hong Kyung-pyo                  | Nominado  |
| Sociedad de críticos de cine de Seattle             | 16 de diciembre de 2019 | Mejor guion                                    | Bong Joon-ho y Jin Won Han      | Ganadores |
| Sociedad de críticos de cine de Seattle             | 16 de diciembre de 2019 | Mejor diseño de producción                     | Lee Ha-jun                      | Nominado  |
| Sociedad de críticos de cine de Seattle             | 16 de diciembre de 2019 | Mejor conjunto                                 | Parásitos                       | Ganadores |
| Festival de cine de Tallgrass                       | 20 de octubre de 2019   | Excelencia en el arte del cine                 | Bong Joon-ho                    | Ganador   |
| Festival Internacional de Cine de Tromsø            | 19 de enero de 2020     | El premio del público de Tromsø                | Parásitos                       | Ganadora  |
| Festival Internacional de Cine de Róterdam          | 31 de enero de 2020     | Premio del público de BankGiro Loterij         | Parásitos                       | Ganadora  |
| Sociedad internacional de cinéfilos                 | 25 de mayo de 2019      | Mejor director                                 | Bong Joon-ho                    | Ganador   |
| Medallas del Círculo de Escritores Cinematográficos | 20 de enero de 2020     | Mejor película extranjera                      | Parásitos                       | Ganadora  |
| Premios Sant Jordi                                  | 22 de julio de 2020     | Rosa de Sant Jordi a mejor película extranjera | Parásitos                       | Ganadora  |

## Serie de televisión
Una serie limitada de HBO basada en la película, con Bong y Adam McKay adaptándose y produciendo de manera ejecutiva, está en desarrollo temprano. Bong ha declarado que la serie, también titulada Parásitos, explorará historias "que ocurren entre las secuencias de la película". En febrero, Mark Ruffalo estaba en consideración para protagonizar la serie.

## Doblaje
El 6 de septiembre de 2023 la película se estrenó en el servicio de streaming HBO Max con su respectivo doblaje Hispanoamericano, realizado en Chile. El doblaje para España fue realizado en Barcelona.
| Personaje           | Actor de doblaje (Latinoamérica) | Actor de doblaje (Latinoamérica) | Actor de doblaje (España) |  |
| ------------------- | -------------------------------- | -------------------------------- | ------------------------- |  |
| Kim Ki-taek         | Orlando Alfaro                   |                                  | Alberto Mieza             |  |
| Kim Ki-woo          | Felipe Waldhorn                  |                                  | Marcel Navarro            |  |
| Kim Ki-jung         | Javiera del Pino                 |                                  | Alfonso Nerea             |  |
| Park Dong-ik        | Sebastián Fernández              |                                  | Carlos Di Blasi           |  |
| Choi Yeon-kyo       | Camila Montecinos                |                                  | Elisa Beuter              |  |
| Chung-sook          | Cecilia Valenzuela               |                                  | Margarita Ponce           |  |
| Gook Moon-gwang     | Marcela Solervincens             |                                  | Fina Rius                 |  |
| Park Da-hye         | Lucía Suárez                     |                                  | Sonia Roman               |  |
| Park Da-song        | Carolina Cortés                  |                                  | Roser Aldabó              |  |
| Oh Geun-sae         | Cristián Lizama                  |                                  | Jordi Brau                |  |
| Min                 | —                                |                                  | David Brau                |  |
| Créditos técnicos   |                                  |                                  |                           |  |
| Estudio de doblaje  | Film Dub Factory Santiago, Chile | Bandera de Chile                 | POLFORD (Barcelona)       |  |
| Director de doblaje | Nicolás Barbé                    | Bandera de Chile                 | Jordi Brau                |  |
| Director de doblaje | Camilo Riquelme                  | Bandera de Chile                 | Jordi Brau                |  |
| Traductor           | Sebastián Fernández              | Bandera de Chile                 |                           |  |
| Adaptador           | Sebastián Fernández              | Bandera de Chile                 |                           |  |